# 四氟氧化钨
四氟氧化钨是一种无机化合物，化学式为WOF4，易水解。其反应活性类似于六氟化钨。

## 制备
WOF4可由氟气于230~400℃和三氧化钨反应得到：
WO3 + 2 F2 → WOF4 + 2 O2
它也可以由钨和氧气和氟气的混合物在高温下反应而成，六氟化钨的部分水解也能产生WOF4：
{\displaystyle {\ce {WF6 + H2O -> WOF4 + 2 HF}}}
四氯氧化钨和氟化氢的反应也会产生WOF4：
{\displaystyle {\ce {WOCl4 + 4HF -> WOF4 + 4HCl}}}
WOF4还可以由氟化铅和三氧化钨在700 °C下反应而成：
{\displaystyle {\ce {2PbF2 + WO3 -> WOF4 + 2PbO}}}

## 性质
四氟氧化钨是无色固体，会水解成钨酸：
{\displaystyle {\ce {WOF4 + 2 H2O -> WO3 + 4 HF}}}
固态的WOF4之前假定为四聚体结构，后来受到光谱学研究的质疑。在气态下，该分子具有单体结构。四氟氧化钨可以和乙腈等配体形成配合物。